# Parlement provincial de Prusse
Le Parlement provincial de Prusse (également Parlement provincial des États du royaume de Prusse) est le parlement provincial prussien de la province de Prusse. Avec la division de la province en province de Prusse-Occidentale et province de Prusse-Orientale, le parlement provincial de Prusse-Occidentale et le parlement provincial de Prusse-Orientale sont formés en 1878.

## Histoire

### Formation du parlement provincial
La province de Prusse (aussi : royaume de Prusse) est formée de différentes parties après le congrès de Vienne. Elle comprend la Prusse-Orientale, la Prusse-Occidentale et la Lituanie. Dans le § 13 de l'Acte confédéral allemand, la Prusse s'est engagée à promulguer une constitution nationale. Cependant, aucun parlement général n'est mis en place, mais des parlements provinciaux sont créés au niveau des provinces. La base juridique est la loi générale du 5 juin 1823 relative à l'organisation des états provinciaux. Pour la province de Prusse, il s'agit de la loi du 1er juillet 1823 relative à l'organisation des états provinciaux pour le royaume de Prusse. Le parlement provincial ainsi créé est composé de trois États : la chevalerie, les villes et les propriétaires terriens.
|               | Prusse-Orientale | Prusse-Occidentale |
| Chevalerie    | 30               | 15                 |
| Villes        | 15               | 13                 |
| Propriétaires | 15               | 0 7                |

Il en résulte 95 députés. Par arrêté du 17 mars 1828, la répartition plus précise est réglée. Après cela, par exemple, Dantzig et Königsberg ont chacun 3 députés, Memel et Tilsit un chacun.
Pour être éligible dans les trois curies, il faut posséder des terres pendant dix ans sans interruption, être membre de l'une des églises chrétiennes, avoir trente ans révolus et une réputation irréprochable. Le droit de vote dans le premier État est lié à la possession d'un domaine de chevalier, mais pas à l'appartenance à la noblesse. Pour les députés des villes, la valeur de la propriété foncière ou de l'industrie doit être de 8.000 ou 10.000 thalers (selon la taille des villes), pour les députés des campagnes, la propriété foncière est requise. L'élection a lieu pour six ans. Tous les trois ans, la moitié du parlement se retire et est réélue. La réélection est autorisée. Des suppléants sont également élus.
Les députés du premier État sont élus aux conseils d'arrondissement, ceux des villes par les magistrats et ceux de la population rurale par les électeurs.
Le parlement provincial ne se réunit que sur ordre du roi. Il n'a pas le droit de décider lui-même de sa convocation. Elle se réunit à tour de rôle tous les deux ans. Le président du parlement provincial, le maréchal du parlement, est nommé par le roi. En principe, le parlement provincial prend ses décisions en commun avec tous les députés. Pour les affaires qui ne concernent que certaines curies, seuls les députés de ces curies prennent les décisions.
La diète provinciale se réunit alternativement à Dantzig (sessions impaires) et à Königsberg (sessions paires).

### Le parlement unifiée et la révolution de Mars
En octobre 1842, le comité du parlement est pour la première fois convoqué avec les comités corporatifs des autres provinces pour former une « assemblée des comités corporatifs réunis de toutes les provinces de la monarchie prussienne ». En 1847 et 1848, les députés du parlement provincial sont également membres du « premier et deuxième parlement unifié de la monarchie prussienne (de) » selon la constitution du 3 février 1847.
Après la révolution de Mars, le parlement provincial est supprimé par l'ordonnance sur les districts, les arrondissements et les provinces du 11 mars 1850. À l'époque de la réaction, le rétablissement se fait provisoirement par le décret du ministère royal prussien de l'Intérieur du 28 mai 1851, confirmé par le très haut décret du 19 juin 1852 et en dernier lieu par la loi sur l'abrogation du ... règlement provincial du 11 mars 1850 du 24 mai 1853

### Les nouveaux règlements du Code provincial de 1875
Avec l'ordonnance provinciale pour les provinces de Prusse, Brandebourg, Poméranie, Silésie et Saxe du 29 juin 1875, l'élection et la mission du parlement provincial de Prusse sont entièrement revues. Le parlement provincial est désormais composé de députés des arrondissements ruraux et urbains de la province de Prusse. Chaque arrondissement élit deux députés. Les arrondissements de plus de 50 000 habitants élisent trois députés, et pour les plus grands arrondissements, un député supplémentaire est élu pour chaque tranche complète de 50 000 habitants supplémentaires. Les députés des arrondissements sont élus par les conseils d'arrondissement. Les députés doivent toujours être âgés d'au moins 30 ans. La durée des législatures est de 6 ans. La première élection a lieu en 1875. Aucun suppléant n'est élu, mais des élections complémentaires ont lieu à la place. Le président du parlement provincial est désormais élu par le parlement lui-même

## Personnalités

### Commissaires du parlement
À quelques exceptions près, les commissaires du parlement sont les hauts présidents.

### Maréchaux du parlement
- Wilhelm comte zu Dohna-Schlobitten (7e-9e parlements)
- Magnus von Brünneck (de) (1847/48)
- Carl Friedrich zu Dohna-Lauck (de) (1850–1861)